# Roentgenium
Roentgenium (englische Bezeichnung; deutsche Bezeichnung: Röntgenium) ist ein künstlich erzeugtes chemisches Element mit dem Elementsymbol Rg und der Ordnungszahl 111, das zu den Transactinoiden gehört. Im Periodensystem der Elemente steht es in der 11. IUPAC-Gruppe, der Kupfergruppe.  Bis jetzt konnte es insgesamt fünfmal von verschiedenen Forscherteams in Darmstadt und Japan erzeugt werden.

## Geschichte

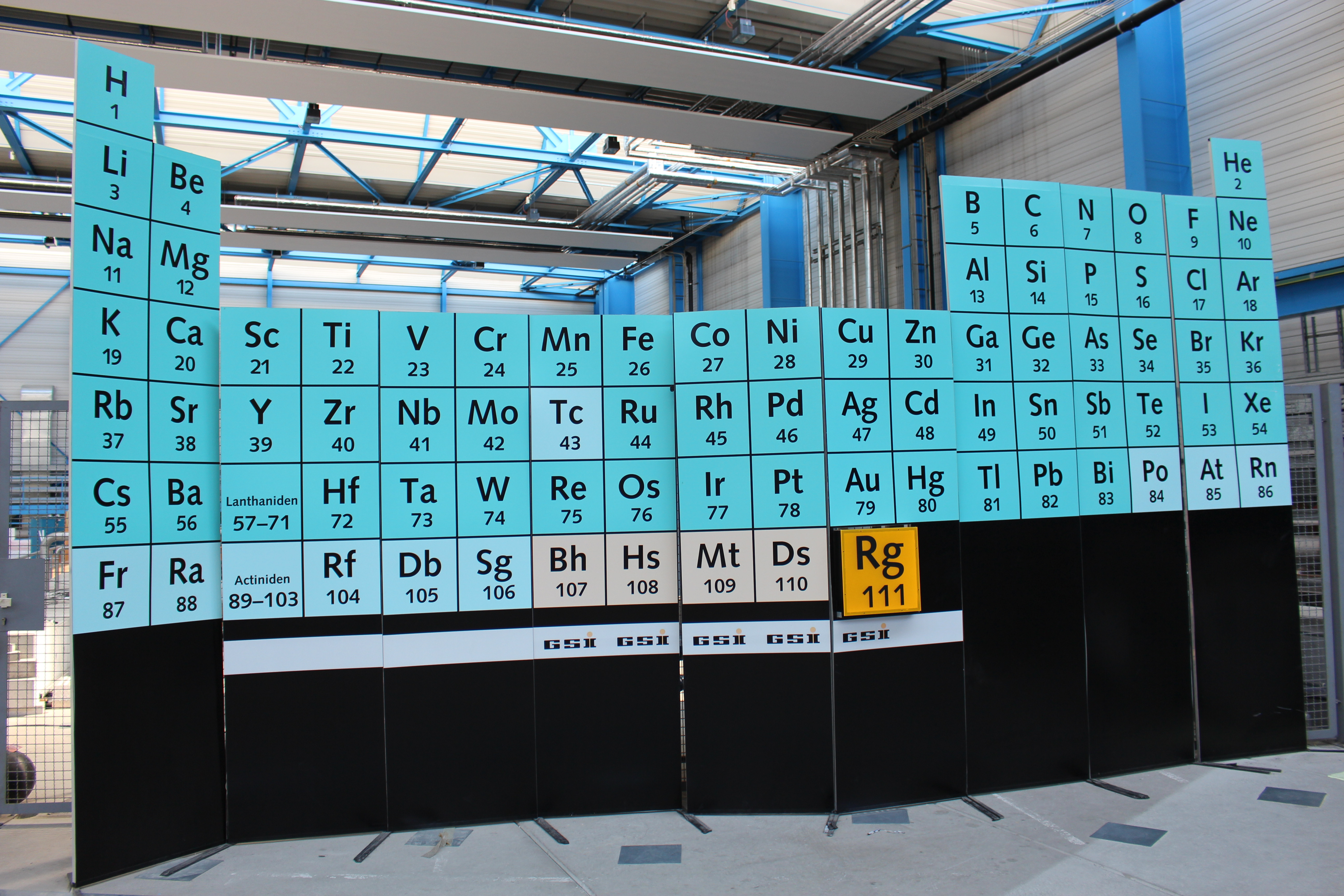
Foto-Hintergrund für die Präsentation von Roentgenium an der GSI

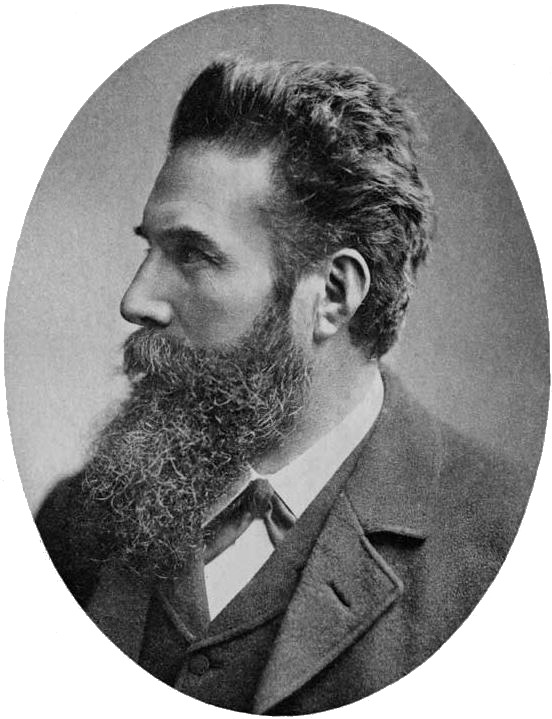
Wilhelm Conrad Röntgen

Roentgenium wurde erstmals am 8. Dezember 1994 bei der Gesellschaft für Schwerionenforschung (GSI) in Darmstadt von einem internationalen Forscherteam um Sigurd Hofmann erzeugt. Mit Hilfe des Teilchenbeschleunigers UNILAC wurden Nickelatome auf hohe Geschwindigkeiten gebracht und dann auf Bismutatome geschossen – durch Kernfusion entstand das neue Element Roentgenium, das mit Hilfe des Geschwindigkeitsfilters SHIP isoliert und nachgewiesen werden konnte:
{\displaystyle \mathrm {^{64}_{28}Ni\ +\ _{\ 83}^{209}Bi\ \longrightarrow \ _{111}^{272}Rg\ +\ _{0}^{1}n} }
Zuerst erhielt das Element den systematischen Namen Unununium (chemisches Symbol Uuu), nach lateinisch unus für „eins“, welcher die drei Einsen der Kernladungszahl bezeichnet. Am 18. Mai 2004 schlug die GSI vor, es nach dem deutschen Physiker Wilhelm Conrad Röntgen zu benennen. Die offizielle Benennung durch die IUPAC erfolgte am 1. November 2004, wurde aber – um an die Entdeckung der Röntgenstrahlen am 8. November 1895 zu erinnern – erst am 8. November 2004 der Öffentlichkeit bekannt gegeben.

## Eigenschaften
Über die Eigenschaften des 111. Elementes ist bisher nur wenig bekannt. Bisher wurden lediglich fünf Isotope nachgewiesen, alle fünf sind Alphastrahler. Das erste nachgewiesene Isotop 272Rg besitzt eine Halbwertszeit von etwa 2 Millisekunden. Das längstlebige ist 280Rg, das mit einer Halbwertszeit von 3,6 Sekunden zerfällt. Die drei anderen bekannten Isotope haben Halbwertszeiten von 4 Millisekunden (278Rg), 34,3 Millisekunden (274Rg) bzw. 170 Millisekunden (279Rg).
Ähnlich wie bei dem leichteren Homologen Gold werden in theoretischen Berechnungen starke relativistische Effekte vermutet. Das Rg+-Ion ist daher möglicherweise in wässriger Lösung das nach dem HSAB-Konzept weichste Ion. Eine experimentelle Überprüfung ist jedoch auf Grund der kurzen Halbwertszeiten schwierig.
Die Elektronenaffinität wurde mit 1,56 eV berechnet, die Ionisierungsenergie mit 10,6 eV.

## Sicherheitshinweise
Es gibt keine Einstufung nach der CLP-Verordnung oder anderen Regelungen, weil von diesem Element nur wenige Atome gleichzeitig herstellbar sind und damit viel zu wenige für eine chemische oder physikalische Gefährlichkeit.